# Sally Peake
Sally Peake (* 8. Februar 1986) ist eine britische Stabhochspringerin.
2010 wurde sie für Wales startend Neunte bei den Commonwealth Games in Neu-Delhi, und 2012 schied sie bei den Leichtathletik-Europameisterschaften in Helsinki in der Qualifikation aus.
Bei den Commonwealth Games 2014 in Glasgow gewann sie Silber.
2013 und 2014 wurde sie Britische Meisterin und 2015 Britische Hallenmeisterin.

## Persönliche Bestleistungen

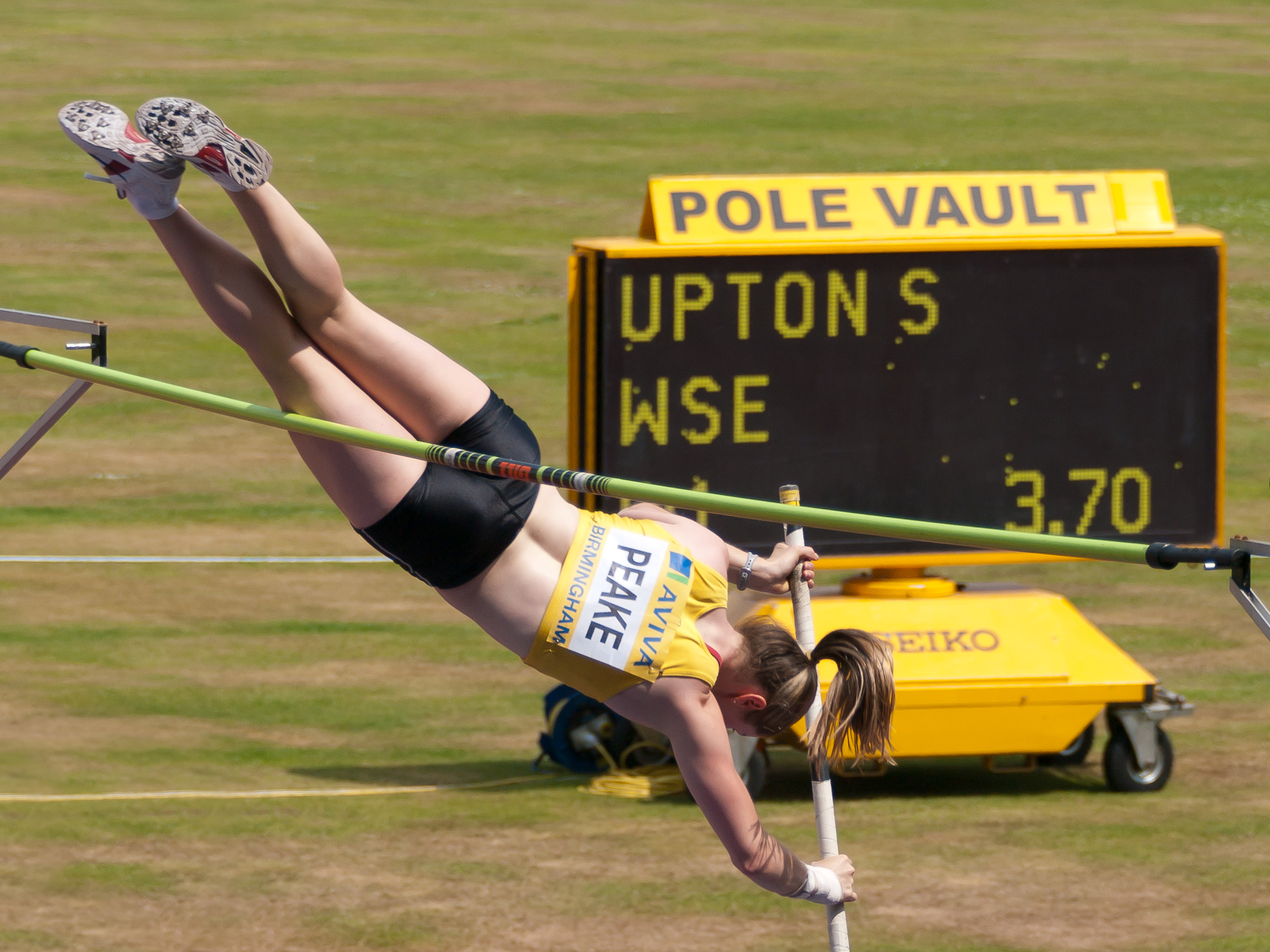
Sally Peake (2010)

- Stabhochsprung: 4,40 m, 12. Juli 2014, Glasgow
  - Halle: 4,42 m, 18. Februar 2012, Nevers